# ムゼア
ムゼア（Musea、Musea Records）は、プログレッシブ・ロックを専門とする（レーベルのバンドのための）非営利団体としてミュージシャンが所有するフランスのレコード・レーベルである。Daniel Adt、Alain Juliac、Alain Robert、Thierry Sportouche、Jean-Claude Granjeon、Pascal Ferry、Thierry Moreau、François Arnoldといった友人たちによる小さなチームと共に、ベルナール・ゲフィエ（Bernard Gueffier）とフランシス・グロス（Francis Grosse）によって1985年に設立された。
ムゼアはフィンランドのプログレッシブ・ロック雑誌『Colossus』とコラボレーションして、文学の傑作を基にしたプログレッシブ・ロックのコンセプト・アルバムをプロデュースし、世界中のバンドやアーティストにコラボレーションを依頼している。このプロデュース作品の例としては、2004年に出版された3枚組CDからなるオペラ『Kalevala』、ダンテ・アリギエーリの叙事詩『神曲（Divine Comedy）』を構成する『地獄（Inferno）』（2008年）、『煉獄（Purgatorio）』（2009年）、『天国（Paradiso）』（2010年）の歌を各専門家に捧げられた3枚組のマルチディスク・ボックスセット、または、アルバム『The Tales of Edgar Allan Poe - A Synphonic Collection』（2010年）などがある。マルコ・ロ・ムシオやガイ・ルブランなどの著名なミュージシャン、またはムゼオ・ローゼンバッハ、ダンウィッチ、トウェンティフォー・アワーズなどのプログレッシブ・バンドなど、数多くのアーティストがこれらのプロデュース作品でコラボレーションしている。

## アーティスト
| - Alters - ミッシェル・アルトマイエ - アポカリプス - アラクノイ - Arcansiel - アジア・ミノール - アトール - クリフハンガー - Cthulhu Rise - Eloy Fritsch - Glass - Hemmelig Tempo - Jack Dupon - Komintern - Lazuli - Level Pi - ジャン・パスカル・ボフォ - Little Tragedies - マグマ - ミダス - ミニマム・ヴィタル | - Nemrud - Opus 3 - Paolo Baltaro - ピュルサー - Qui - クィダム - Jeff Sherman - 新●月 - シュブ・ニグラス - シャイロック - Solar Project - Spicy Ground Floor - テルパンドル - The Samurai of Prog - トウェンティフォー・アワーズ - La Théorie des Cordes - Ultranova - Versailles - Vital Duo - イエスタデイズ - ザオ |